# Hypochoeris
Hypochoeris là một chi thực vật có hoa trong họ Cúc (Asteraceae).

## Loài
Chi Hypochoeris gồm các loài: